# Olisipo (1939)

Olisipo: berço do periodismo português: o tri-centenário da "Gazeta" cognominada "da Restauração é uma monografia da autoria de Alfredo da Cunha  editado pelos Amigos de Lisboa  em 1939.  Pertence à rede de Bibliotecas municipais de Lisboa e é considerado uma "raridade bibliográfica".